# Hansenium hanseni
Hansenium hanseni är en kräftdjursart som först beskrevs av Giuseppe Nobili1906.  Hansenium hanseni ingår i släktet Hansenium och familjen Stenetriidae. Inga underarter finns listade i Catalogue of Life.